# Jacques Laudy
Jacques Laudy (Schaerbeek, 7 de abril de 1907 - Woluwé-Saint-Lambert, 28 de julio de 1993) fue un historietista belga.

## Biografía
Comenzó a trabajar a comienzos de los años 40 para la revista Bravo!, para la cual creó su primera historieta, Bimelabom et sa petite soeur Chibiche, en 1944. Más adelante creó también la serie Gust, le flibustier.
En 1946 formó parte, junto con Hergé, Edgar P. Jacobs y Paul Cuvelier, del equipo inicial de la revista Tintín, para la que creó las series Les Quatre Fils Aymon, Rob Roy (basada en la novela de Walter Scott), Le Voleur de Bagdad, Hassan et Kadour y David Balfour (basada en dos novelas de Robert Louis Stevenson). Otras obras suyas para la misma revista fueron los relatos breves Elegast, le Chevalier noir, Le Drakkar fantôme y Guillaume Tell. Trabajó también para la revista Petits Belges. 